# オストラヴァ・スヴィノフ - オパヴァ東駅線
オストラヴァ・スヴィノフ - オパヴァ東駅線（チェコ語;Železniční trať Ostrava-Svinov – Opava východ）は、チェコ国鉄の鉄道線の名称である。路線番号は316。
1855年、皇帝フェルディナント北部鉄道の路線として開業した。2024年度以前は、オストラヴァ・スヴィノフ - チェスキー・チェシーン線と合わせて、321号線として案内されていた。

## 運行形態

### 超特急「スーパーシティ(Supercity)」
- ペンドリーノ号：　プラハ - スヴィノフ - オパヴァ　【週4日運行】
週4日に限り、一日1往復運行されている。スヴィノフ以西は270号線と直通する。
過去の運行形態
かつては、インターシティの種別で、毎日運行であった。愛称は「オパヴァン」であった。
2019年度に限り、一日2往復の運行であった。
2023年度に、週3日の運行に縮小された他、休日限定で、スーパーシティの種別で「ペンドリーノ・オパヴァン」号が南行のみ一日1本運行する様になった。
2024年度に、スーパーシティがインターシティに種別変更となり、月曜日に北行の列車も設定され、上下とも合わせて週4日の運行となった。
2025年度より、全てスーパーシティの種別となった。愛称名は「ペンドリーノ」に変更となった。

### 超特急「レギオジェット(RJ)」
- プラハ - スヴィノフ - オパヴァ
一日1往復運行されている。スヴィノフ以西は270号線と直通する。2017年末に運行を開始した。

### 特急「リフリーク(R)」
- プラヂェド号：　スヴィノフ - オパヴァ - オロモウツ
- ツヴィリーン号：　スヴィノフ - オパヴァ - クルノフ
2時間に1本運行されている。オパヴァ以北は310号線と直通する。
2024年度以前は、一日4往復に限り、270号線に乗入れ、オストラヴァ中央駅発着であった。

### 快速「スピェシニー(Sp)」
- チェスキー・チェシーン - オストラヴァ・スヴィノフ - オパヴァ　【平日運行】
平日のみ2時間に1本運行されている。スヴィノフ以東は270号線と直通し、オストラヴァの市中心部を経由してチェスキー・チェシーンまで乗り入れる。
過去の運行形態
2018年以前は、平日のみ2時間に1本の運行であった。また、全列車コマーロフを通過していた。
2023年度より、一部がコマーロフ停車となった。

### 普通
- クンチツェ → オパヴァ東駅　【平日運行】
一日あたり1本の運行。快速相当の停車駅で運行されるが、オパヴァ・コマーロフにも停車する。スヴィノフ以東は321号線に直通する。
2022年以前は一日2本運行していた。

- チェスキー・チェシーン - オストラヴァ・スヴィノフ - オパヴァ
1時間に1本運行されている。スヴィノフ以東は321号線に直通する。
2023,24年度は、スヴィノフ発着で、チェシーン方面に直通していなかった。

### 臨時列車
- オストラヴァの色（普通） 
夏季に年8日、オストラヴァ中央 → スヴィノフ → オパヴァ間に、一日片道1本の運行。スヴィノフ以東は270号線と直通する。321号線内は快速相当の停車駅となる。2017,18年運行。
2017年は年4日の運行であった。

- NATOの日号（普通） 
秋に年2日、オストラヴァ空港 - スヴィノフ - オパヴァ間に、一日1往復の運行。スヴィノフ以南は270号線と直通する。321号線内は快速相当の停車駅となる。2017,18年運行。

## 駅一覧
以下では、チェコ国鉄321号線の駅と営業キロ、停車列車、接続路線などを一覧表で示す。
- 種別
  - SC：超特急「スーパーシティ」
  - RJ：超特急「レギオジェット」
  - R：特急
  - Sp：快速
  - Os：普通
- 停車駅
  - ■印：全列車停車
  - ●印：一部通過
  - ○印：一部停車
  - ｜印：全列車通過

| 路線名 | 駅名                               | 駅間営業キロ | 累計営業キロ       | 累計営業キロ       | SC | RJ | R  | Sp | Os | 接続路線                                                                       | 所在地                 | 所在地         |
| ------ | ---------------------------------- | ------------ | ------------------ | ------------------ | -- | -- | -- | -- | -- | ------------------------------------------------------------------------------ | ---------------------- | -------------- |
| 323    | オストラヴァ中央駅                 |              |                    | スヴィノフから 8.4 |    |    |    | ■  |    | 323号線（コシツェ方面、フリードラント方面）                                    | モラヴィア・スレスコ州 | オストラヴァ郡 |
| 323    | オストラヴァ・ストドルニー駅       |              |                    | 7.6                |    |    |    | ■  |    |                                                                                | モラヴィア・スレスコ州 | オストラヴァ郡 |
| 271    | オストラヴァ本駅                   |              |                    | 5.4                |    |    |    | ■  |    | 271号線（ワルシャワ方面、モスティ方面）                                        | モラヴィア・スレスコ州 | オストラヴァ郡 |
| 321    | オストラヴァ・スヴィノフ駅         | -            | ウィーンから 261.9 | 0.0                | ■  | ■  | ■  | ■  | ■  | 271号線（プラハ方面）、321号線（チェシーン方面）                               | モラヴィア・スレスコ州 | オストラヴァ郡 |
| 321    | オストラヴァ・トルジェボヴィツェ駅 | 2.7          | 264.6              | 2.7                | ｜ | ｜ | ｜ | ｜ | ●  |                                                                                | モラヴィア・スレスコ州 | オストラヴァ郡 |
| 321    | ヂェヒロフ駅                       | 4.8          | 269.4              | 7.5                | ｜ | ｜ | ｜ | ｜ | ●  |                                                                                | モラヴィア・スレスコ州 | オパヴァ郡     |
| 321    | イレショヴィツェ駅                 | 3.0          | 272.4              | 10.5               | ｜ | ｜ | ｜ | ｜ | ●  |                                                                                | モラヴィア・スレスコ州 | オパヴァ郡     |
| 321    | ハーイ・ヴェ・スレスク駅           | 3.5          | 275.9              | 14.0               | ｜ | ｜ | ｜ | ■  | ■  |                                                                                | モラヴィア・スレスコ州 | オパヴァ郡     |
| 321    | ルホタ・ウ・オパヴィ駅             | 3.6          | 279.5              | 17.6               | ｜ | ｜ | ｜ | ｜ | ●  |                                                                                | モラヴィア・スレスコ州 | オパヴァ郡     |
| 321    | モクレー・ラズツェ駅               | 1.1          | 280.6              | 18.7               | ｜ | ｜ | ｜ | ｜ | ●  |                                                                                | モラヴィア・スレスコ州 | オパヴァ郡     |
| 321    | シチーチナ駅                       | 1.7          | 282.3              | 20.4               | ｜ | ｜ | ｜ | ■  | ■  |                                                                                | モラヴィア・スレスコ州 | オパヴァ郡     |
| 321    | オパヴァ・コマーロフ駅             | 3.6          | 285.9              | 24.0               | ｜ | ｜ | ｜ | ｜ | ■  |                                                                                | モラヴィア・スレスコ州 | オパヴァ郡     |
| 321    | オパヴァ東駅                       | 4.2          | 290.1              | 28.2               | ■  | ■  | ■  | ■  | ■  | 310号線（ヴァルショフ方面）、315号線（フラデツ方面） 317号線（フルチーン方面） | モラヴィア・スレスコ州 | オパヴァ郡     |